# Pirates et maires
Pirates et maires (en tchèque : Piráti a starostové, abrégé PaS) était une coalition de parti politique tchèque fondée en 2020, rassemblant le Parti pirate tchèque (Piráti) et Maires et Indépendants (STAN) en vue des élections législatives de 2021.

## Résultats
| Année | Voix    | %     | Rang | Élus     | +/- |
| ----- | ------- | ----- | ---- | -------- | --- |
| 2021  | 839 776 | 15,61 | 3e   | 37 / 200 | Nv  |